# 正論
正論（せいろん）は正しい議論のことである。反対語は曲論、邪論。

## 漢籍における正論
中国の戦国時代における性悪説の思想書『荀子』には全32篇の中の一つとして第18篇に『正論篇』が存在したが、ここでの『正論』は「世俗の謬論を正す」ことを意味していた。荀子はこの正論篇の篇頭において君主が何も唱えなければ君主が居ないのと変わらず、君主が公正・端誠に宣明して民を正直・素直にさせやすくするのが治平の仕組みであると主張した。
また後漢で編纂された歴史書『漢書』の「晁錯伝」には「興自朕躬、大夫其正論、毋枉執事。」として、同書の「夏侯勝伝」には「人臣之誼、宜直言正論、非苟阿意順指。」として正論という語が使われていた。

## 日本語における正論
日本語における「正論」は福沢諭吉の『西洋事情』が初出とされる。

## ロジカルハラスメント（正論ハラスメント）
ロジカルハラスメント（ロジハラ、正論ハラスメント）とは正論により相手を追い詰めるハラスメントのことである。

## 正論モンスター
正論モンスターは正論を振りかざすクレーマーのことである。提唱者はエンゴシステム設立者の援川聡であり、カスタマーハラスメントの文脈で使われている。
2014年のニュースサイト『J-CAST』における援川聡の連載『元刑事「直伝」 社内クレーマー撃退法』の記事では正論モンスターは対応の難しいものに対して理にかなった正論を唱えながら圧迫するモンスター化したクレーマーのことを指し、このクレーム先が営利企業だけでなく非営利団体へも拡大しているとされた。一方、同年の同連載では社内の正論モンスターについても取り上げられたが、こちらは理にかなった正論ではなく屁理屈を混ぜた『自己保身モンスター』であるとした。
次いで2015年にはダイヤモンド・オンラインにおける援川聡の連載『現場の悩みを知り尽くしたプロが教える クレーム対応の教科書』の中で異物混入事件に対するクレーマーとして正論モンスターが取り上げられたが、こちらは普通の人がインターネットとマスコミの影響によってクレーマー化したものであるとされた。
2019年のNHK「クローズアップ現代+」取材班による書籍『カスハラ　モンスター化する「お客様」たち』の中では正論モンスターとして銀行のOBクレーマーの例が取り上げられた。

## 関連雑誌
- 『正論』 - 産業経済新聞社によるWeb雑誌

## 関連作品
- アニメ
  - 『ガールズバンドクライ』 - 正論モンスターのボーカルが主人公のガールズバンドアニメ[14]。
- 漫画
  - 栗原正尚『怨み屋本舗WORST』75話〜77話「正論モンスター」（2020年）[注 5]
  - カルロ・ゼン原作、フクダイクミ漫画『明日の敵と今日の握手』（2022年〜） - 正論モンスターの海軍中将が主役となっている[15]。